# ジェフ・マーフィー
ジェフ・マーフィー（Geoff Murphy, 本名：Geoffrey Peter Murphy ONZM、1938年10月13日 - 2018年12月3日）は、ニュージーランドの映画監督、脚本家。ジョフ・マーフィーとも表記される。

## 経歴・人物
ウェリントン出身。主にアクション映画を監督、1981年に監督した『明日なき疾走』がニュージーランドで1,500,000ニュージーランドドルの興行成績をあげる大ヒットを記録し、ハリウッドに招かれ、『ヤングガン2』、『フリージャック』、『暴走特急』などを監督した。その後、再びニュージーランドに戻り、『ロード・オブ・ザ・リングシリーズ』の第2班監督をつとめている。
2014年、ニュージーランド・メリット勲章(ONZM)を授与された。
2018年12月3日、死去。80歳没。

## 主な監督作品
- 明日なき疾走 Goodbye Pork Pie (1981) 脚本・製作も
- UTU/復讐 Utu (1983) 脚本・製作も
- クワイエット・アース The Quiet Earth (1985)
- ネバー・セイ・ダイ Never Say Die (1988) 脚本・製作も
- レッド・キング★狙われた赤い星 Red King, White Knight (1989)
- ヤングガン2 Young Guns II (1990)
- フリージャック Freejack (1992)
- ビジター/欲望の死角 Blind Side (1993)
- ラスト・アウトロー The Last Outlaw (1993)
- 暴走特急 Under Siege 2: Dark Territory (1995)
- ルーザー Don't Look Back (1996) テレビ映画
- フォートレス2 Fortress 2: Re-Entry (1999)
- デッドロック Race Against Time (2000)
- Spooked (2004) 脚本も
- Tales of Mystery and Imagination (2009)
- Utu Redux (2013) 脚本も

第2班監督
- ダンテズ・ピーク Dante's Peak (1997)
- ロード・オブ・ザ・リング The Lord of the Rings: The Fellowship of the Ring	(2001)
- ロード・オブ・ザ・リング/二つの塔 The Lord of the Rings: The Two Towers	(2002)
- ロード・オブ・ザ・リング/王の帰還 The Lord of the Rings: The Return of the King (2003)
- トリプルX ネクスト・レベル xXx: State of the Union (2005)